# Marie-Paule Geldhof
Marie-Paule Geldhof (Brugge, 17 februari 1959) is een voormalige Belgische discuswerpster. Ze werd meervoudig Belgisch kampioene kogelstoten en discuswerpen en behoorde tot de beste Belgische werpsters.

## Loopbaan
Geldhof maakte haar internationale debuut op de wereldkampioenschappen van 1991 in Tokio. Ze kwam bij die gelegenheid niet verder dan de kwalificatieronde. Drie jaar later leverde zij haar beste internationale prestatie op de Europese kampioenschappen in Helsinki, waar zij met 59,48 m als zevende eindigde. 
Geldhof is sinds 1994 met een worp van 61,40 houdster van het Belgische record discuswerpen.

## Belgische kampioenschappen
| onderdeel    | jaar                                                       |
| ------------ | ---------------------------------------------------------- |
| discuswerpen | 1981, 1982, 1983, 1987, 1988, 1989, 1990, 1991, 1994, 2002 |
| kogelstoten  | 1986, 1988                                                 |

## Persoonlijke records
| Onderdeel    | Prestatie    | Datum            | Plaats  |
| ------------ | ------------ | ---------------- | ------- |
| kogelstoten  | 15,83 m      | 4 september 1988 | Brussel |
| discuswerpen | 61,40 m (NR) | 30 april 1994    | Eeklo   |

## Palmares
kogelstoten
- 1986:  BK AC - 14,00 m
- 1988:  BK AC - 15,83 m

discuswerpen
- 1981:  BK AC - 46,38 m
- 1982:  BK AC - 51,96 m
- 1983:  BK AC - 56,12 m
- 1987:  BK AC - 51,96 m
- 1988:  BK AC - 54,90 m
- 1989:  BK AC - 52,88 m
- 1990:  BK AC - 58,74 m
- 1991:  BK AC - 57,14 m
- 1991: 9e in kwal. WK in Tokio - 57,26 m
- 1994:  BK AC - 57,14 m
- 1994: 7e EK in Helsinki - 59,48 m
- 2002:  BK AC - 48,59 m

## Onderscheidingen
- 1982: Grote Feminaprijs van de KBAB